# Jim Kenney
James Francis "Jim" Kenney (Philadelphia (Pennsylvania), 7 augustus 1958) is een Amerikaans politicus van de Democratische Partij en was tussen 2016 en 2024 burgemeester van de stad Philadelphia.

## Biografie
Jim Kenney groeide op als het oudste kind in een gezin van vier kinderen in Philadelphia. In 1976 studeerde hij af aan de La Salle University. Op 32-jarige leeftijd werd hij verkozen tot gemeenteraadslid. Gedurende de vele jaren dat hij diende als gemeenteraadslid was hij verschillende malen voorzitter van diverse commissies.
In 2015 deed Jim Kenney mee aan de burgemeestersverkiezingen om de aftredende Michael Nutter op te volgen. Hij was in staat om zijn Republikeinse rivale Melissa Murray Bailey te verslaan. Op 6 januari 2016 werd hij ingezworen als de 99ste burgemeester van Philadelphia.
Een jaar later wist hij een suikertaks aangenomen te krijgen en waar de publieke opinie aanvankelijk negatief was, maar de positieve reacties zette na 2018 door. Met behulp van de opbrengsten van deze belasting kon hij meer dan 17.000 drie- en vierjarigen gratis naar de peuterschool krijgen.
In november 2019 werd Kenney met 80 procent van de stemmen herkozen. In oktober 2023 ondertekende hij een document die ervoor zorgde dat mensen die genderbevestigende zorg nodig hadden dat in Philadelphia konden krijgen. Na 1 januari 2024 stapte hij op voor de nieuw verkozen Cherelle Parker.